# La Roche-Canillac
La Roche-Canillac è un comune francese di 168 abitanti situato nel dipartimento della Corrèze nella regione della Nuova Aquitania.

## Società

### Evoluzione demografica
Abitanti censiti